# Macrolobium pendulum
Macrolobium pendulum är en ärtväxtart som beskrevs av Julius Rudolph Theodor Vogel. Macrolobium pendulum ingår i släktet Macrolobium och familjen ärtväxter. IUCN kategoriserar arten globalt som livskraftig. Inga underarter finns listade i Catalogue of Life.